# Rhosymedre
Rhosymedre é uma vila situada na comunidade de Cefn, no condado e borough de Wrexham, Gales.
A Igreja Anglicana, consagrada em 1837, é dedicada a São João Evangelista e faz parte da Diocese de St. Asaph.  Os ex-vigários incluem John David Edwards (1843-1885), cuja mais famosa composição é o cântico melódico de Rhosymedre.
A Rhosymedre Halt railway station serviu a vila com os seus servições de 1906 a 1959.

## Esporte
Rhosymedre é o lar do Cefn Mawr, o time e clube local de futebol.